# Gasterichus ensis
Gasterichus ensis är en stekelart som beskrevs av Boucek 1988. Gasterichus ensis ingår i släktet Gasterichus och familjen finglanssteklar. Inga underarter finns listade i Catalogue of Life.